# Duesenberg J
La Duesenberg J è un'automobile prodotta negli Stati Uniti d'America dal 1929 al 1937 dalla Duesenberg Automobile and Motors Company.

## Il contesto
La "Model J" è stata la più riuscita, famosa e lussuosa vettura della Duesenberg. Venne prodotta in 435 esemplari nell'arco di nove anni, un gran numero considerando l'elevato costo di queste auto rivolte ad una ristretta cerchia di clienti. Una vettura finita nelle versioni più lussuose poteva arrivare a 20/25000 dollari e si consideri che all'epoca con la stessa cifra si potevano acquistare trenta Ford A. Inoltre ogni modello, costruito in buona parte a mano, era un esemplare quasi unico, allestito sulle richieste del cliente. È rimasta celebre nell'immaginario collettivo come la vettura dei divi di Hollywood degli anni trenta.
La base era costituita da un telaio di 3900 mm o di 3620 mm nella versione passo corto, con sospensioni ad asse rigido sia anteriore che posteriore a balestre semiellittiche e ammortizzatori idraulici. Gli snodi delle sospensioni erano dotati di un sistema di lubrificazione automatico che entrava in funzione ogni 150 km. Le ruote erano a raggi a fissaggio centrale con pneumatici da 7x19 pollici e le carreggiate entrambe di 1423 mm.

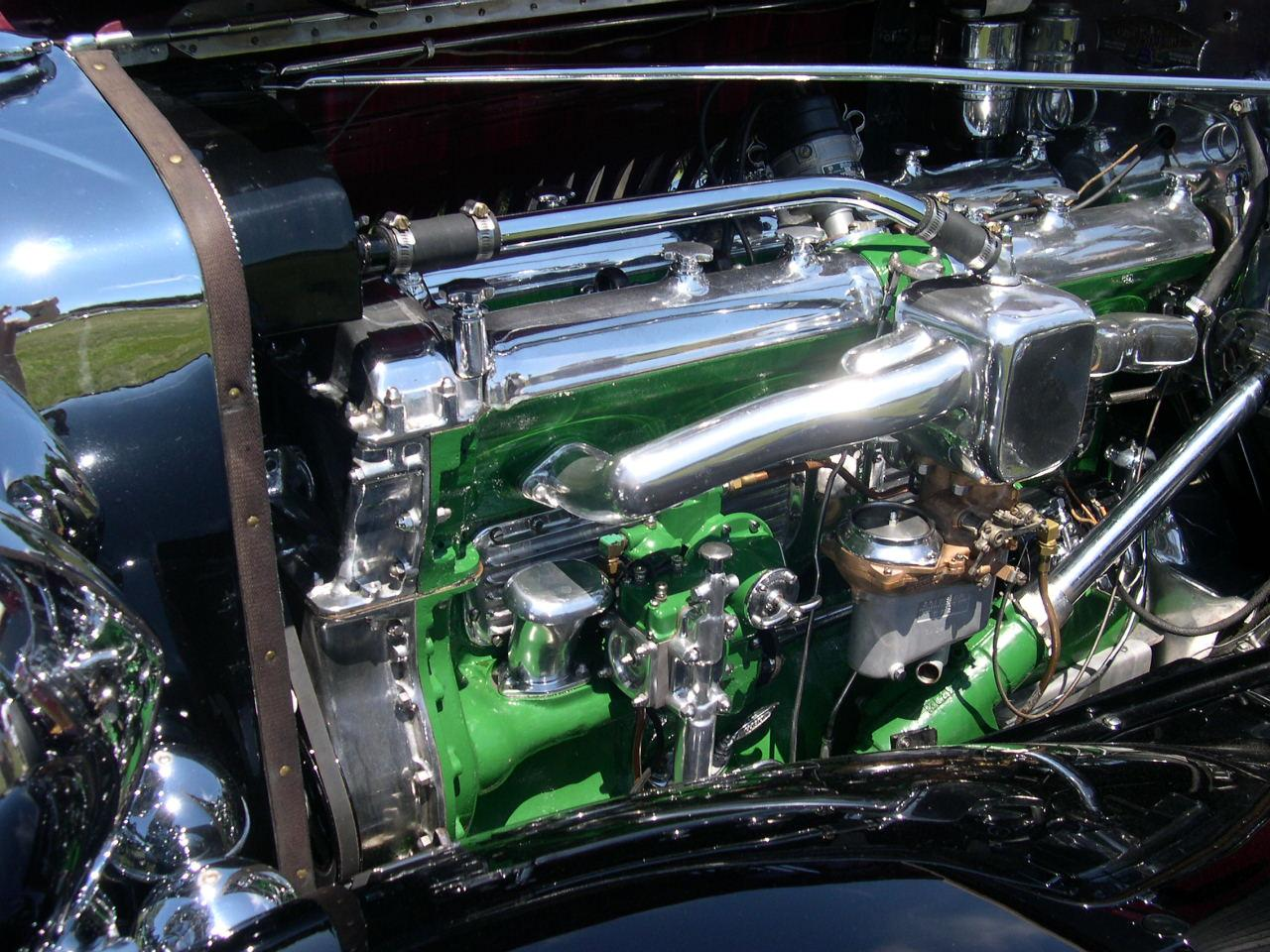
Vista del motore dal lato aspirazione

Il motore era un otto cilindri in linea raffreddato ad acqua di 6882 cm³ (420 c.i.) con alesaggio e corsa di 95,2 x 120,6 mm (3,75 x 4,75 pollici). Con un rapporto di compressione di 5,2:1 erogava una potenza dichiarata da 246 a 265 cv a seconda delle versioni, che nel 1929 ne faceva la vettura stradale più potente del mondo.
Questo motore presentava soluzioni tecniche avanzate, talvolta uniche. La distribuzione era a quattro valvole in testa per cilindro con doppio asse a camme in testa comandati da una silenziosa ed affidabile catena "triplex". L'alimentazione era fornita da un unico carburatore doppio corpo e l'accensione a due bobine indipendenti che alimentavano quattro candele ciascuna. La lubrificazione era a pressione con una capacità di olio nel carter di 13,5 litri. Particolarissimo era il sistema di smorzamento di vibrazioni dell'albero motore, ottenuto con capsule di mercurio nel supporto anteriore.
I freni erano ad impianto idraulico con tamburi surdimensionati per arrestare il pesante mezzo capace di una velocità massima di quasi 190 km/h.
Il cambio con comando a leva centrale era a tre marce più retromarcia con trasmissione alle ruote posteriori. Lo sterzo era a vite e settore con barra di accoppiamento tra le ruote anteriori.

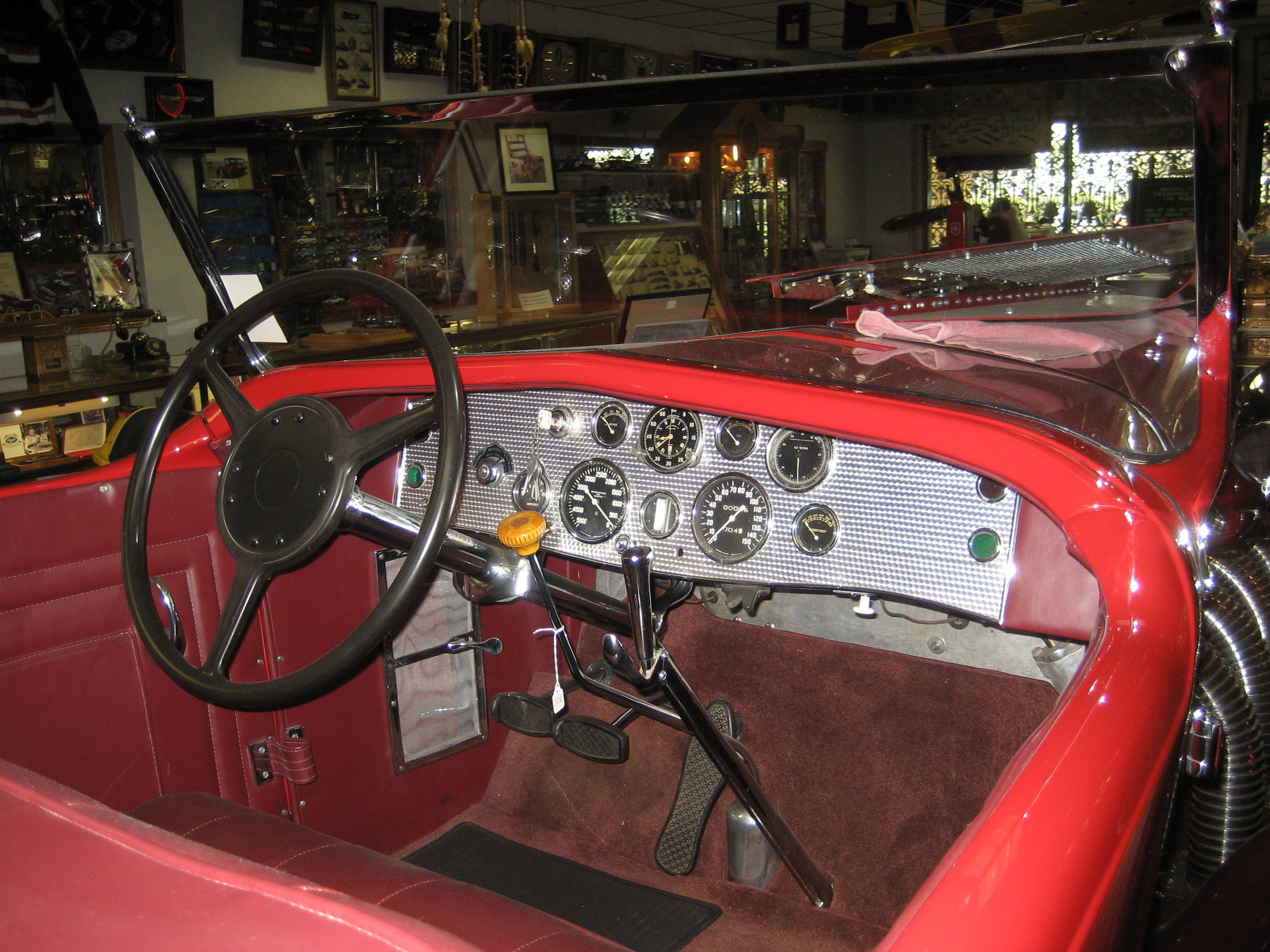
Il completissimo cruscotto

Insuperabile era la strumentazione, oltre agli usuali contachilometri, indicatore livello benzina, manometro dell'olio e amperometro, sul cruscotto si trovavano anche cronometro e altimetro. Inoltre vi era una strumentazione dedicata alla sicurezza, come il manometro della pressione del circuito idraulico dei freni, una spia luminosa che ogni 1200 km avvertiva dell'intervallo del cambio dell'olio e una per il controllo della batteria ogni 2400 km. Un'altra spia si accendeva quando il sistema di lubrificazione delle sospensioni era in funzione e un'altra avvertiva di eventuali anomalie in esso.
Fred Duesenberg morì nel luglio 1932 in seguito ad un incidente occorsogli mentre era alla guida di una versione sovralimentata del Model J, ovvero quella che si sarebbe evoluta nei modelli SJ/SSJ e da allora la macchina non ebbe più importanti modifiche tecniche.

## La Duesenberg J nei media

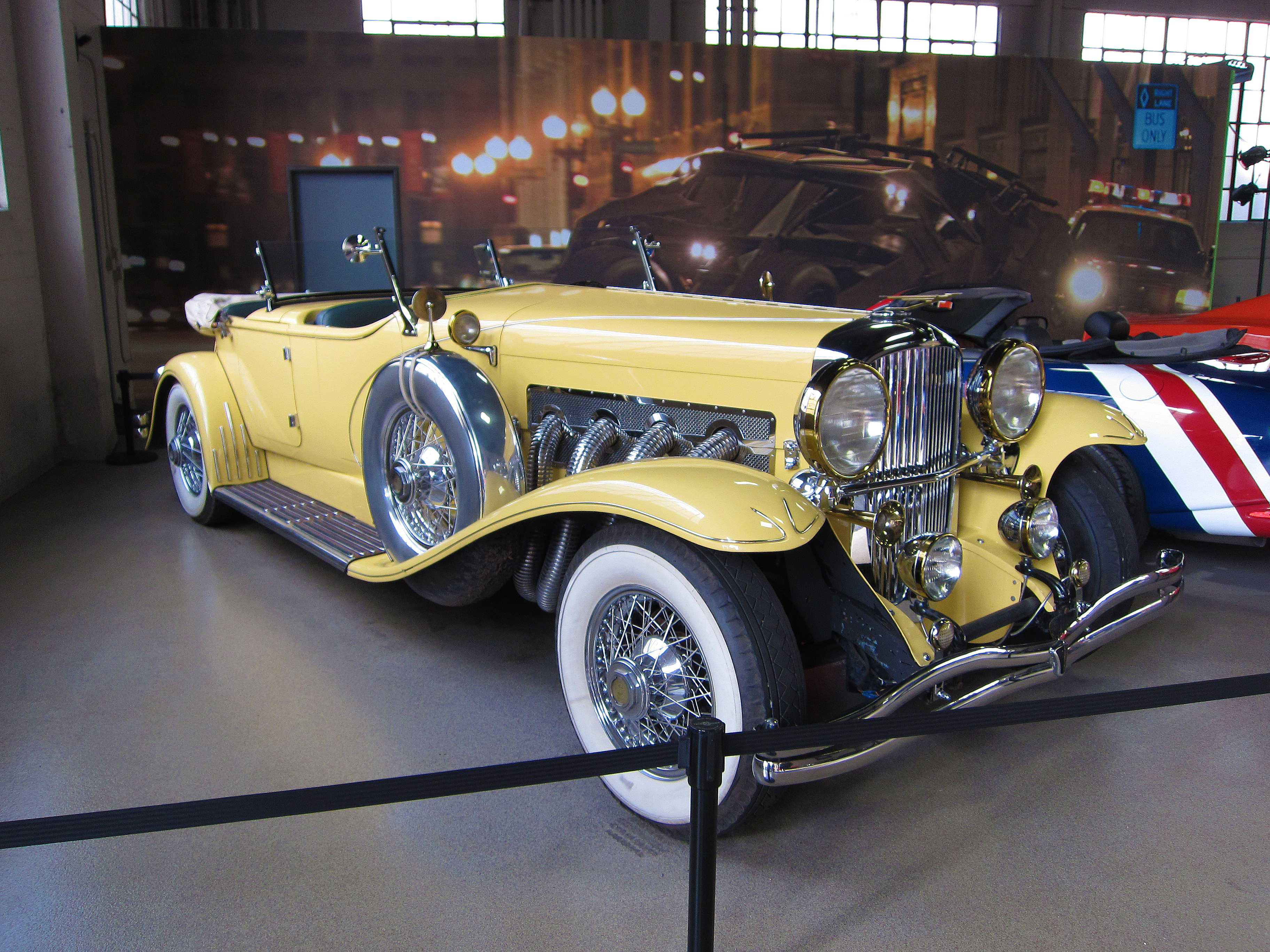
La Duesenberg gialla comparsa nel film "Il grande Gatsby", che in realtà era una replica.

- In ambito videoludico, la Duesenberg J compare nel videogioco Mafia: The City of Lost Heaven (dove viene denominata Trautenberg Model J).[2]
- La vettura compare nel film Il grande Gatsby, nel quale proprio Gatsby ne possiede un modello personalizzato di colore giallo.